# Guillermo de la Ferté-Macé
Guillermo de la Ferté-Macé (c. 1034-1085) también William De La Ferte Massey o William de Massey  fue un noble normando, vizconde de Bellême y conde de Massey. Era hijo de Guillermo de Bellême y su esposa Matilde de Condé-sur-Noireau. Descendiente de la casa de Bellême, era la única familia noble francesa que todavía poseía tierras en Normandía tras la conquista y asentamiento de los vikingos. Guillermo y sus descendientes pasaron a la historia como una baronía justa y respetada en Inglaterra, totalmente opuestos a sus antepasados en Normandía, pues tenían más fama de crueles y brutales que por sus títulos. Algunas fuentes, debido a las escasas menciones de cronistas de la época, opinan que Guillermo cayó en combate en la batalla de Hastings, pero Orderico Vital le menciona liderando tropas en Maine (1073), donde gobernaba la marca fronteriza junto a Turgis de Tracy. Ambos fueron expulsados de Maine por las fuerzas de Geoffroy de Mayenne.

## Herencia
Se casó con Muriel de Conteville, una hija de Herluin de Conteville y Arlette de Falaise. Fruto de esa relación nacieron varios hijos:
- Margaret de Massey (c. 1055), esposa de Ranulphus [Ralph] I FitzHubert de Praers (de Ries), señor de Stoke (c. 1038-1127);
- Hamon de Massey, primer barón de Dunham;
- Mathieu de la Ferté-Macé (m. 1075), murió en el campo de batalla (en Shropshire);
- Robert de Massey;
- Hugo de Massey;
- Marie de Massey, esposa del Marqués de Carenton [Carentan de Normandía], hijo de Eccard De Carentan Smythe (c. 975-1035).

### Hijos ilegítimos
- William II de la Ferté-Macé (c. 1050-1076).